# Heilonggong (köpinghuvudort i Kina, Heilongjiang Sheng, lat 45,43, long 127,90)
Heilonggong (kinesiska: 黑龙宫, 黑龙宫镇) är en köpinghuvudort i Kina. Den ligger i provinsen Heilongjiang, i den nordöstra delen av landet, omkring 100 kilometer öster om provinshuvudstaden Harbin. Antalet invånare är 20 196. Befolkningen består av 9 383 kvinnor och 10 813 män. Barn under 15 år utgör 11,0 %, vuxna 15-64 år 83 %, och äldre över 65 år 4,0 %.
Runt Heilonggong är det ganska tätbefolkat, med 65 invånare per kvadratkilometer. Närmaste större samhälle är Changshou, 18,1 km söder om Heilonggong. Trakten runt Heilonggong består till största delen av jordbruksmark.
Genomsnittlig årsnederbörd är 853 millimeter. Den regnigaste månaden är juli, med i genomsnitt 197 mm nederbörd, och den torraste är januari, med 7 mm nederbörd.